# Consejo de los Estados
El Consejo de los Estados (en alemán: Ständerat; en francés: Conseil des États; en italiano: Consiglio degli Stati; en romanche: Cussegl dals Stadis) es una de las dos cámaras que conforman la Asamblea Federal de Suiza, actuando como su cámara alta. Junto con el Consejo Nacional, forma el poder legislativo bicameral del país. Ambas cámaras tienen los mismos poderes, lo que configura un sistema de bicameralismo perfecto.

## Historia

### Confederación Antigua y Mediation
Hasta mediados del siglo XIX, Suiza no era un Estado federal formal, sino una confederación de cantones vinculados solo por la Tagsatzung, que actuaba como órgano central con competencias muy limitadas.
Durante la Acta de Mediación (1803‑1814), impuesta por Napoleón, se restauró la autonomía cantonal dentro de una estructura más cohesionada, pero sin eliminar completamente el modelo confederal.
Con el Tratado Federal de 1815, tras la derrota de Napoleón, las grandes potencias reconocieron la neutralidad y fronteras suizas, consolidando territorialmente la Confederación.

### Guerra del Sonderbund
En 1845, un grupo de cantones católicos formó el Sonderbund en protesta contra los cantones liberales que impulsaban una Constitución más centralizada. La Confederación lo declaró ilegal en 1847 y comenzó un breve conflicto civil en noviembre, que terminó con la victoria de los liberales y la disolución del Sonderbund.

### Constitución Federal de 1848
Poco después de la guerra, se aprobó una nueva Constitución en septiembre de 1848, por mayoría tanto de cantones como de ciudadanos, transformando a Suiza de una confederación suelta en un Estado federal con una estructura legislativa bicameral inspirada en la de EE. UU.: el Consejo Nacional (representación proporcional) y el Consejo de los Estados (representación igualitaria por cantón).
Según esta nueva Constitución, el Consejo de los Estados contaba inicialmente con 44 miembros (dos por cantón activo). Desde entonces se convirtió en la cámara que representa directamente los intereses territoriales dentro del nuevo sistema federal.

### Constitución revisada de 1874
En 1874 se promulgó una Constitución revisada, con más poderes federales y mayores derechos populares como el referéndum facultativo. La reforma amplió el rol del Parlamento federal y reforzó la participación popular y cantonal en las decisiones legislativas.

## Función y competencias
El Consejo de los Estados tiene funciones legislativas equivalentes a las del Consejo Nacional. Las leyes federales deben ser aprobadas en el mismo texto por ambas cámaras para entrar en vigor. La cámara también participa en la elección de miembros del Gobierno federal (Consejo Federal), del Tribunal Federal y del Canciller federal, así como en la supervisión del Gobierno y la administración.

## Representación cantonal
El Consejo de los Estados representa a los cantones suizos como entidades federadas, independientemente de su tamaño o población. Esta estructura tiene como fin equilibrar el poder entre cantones grandes y pequeños, y es un elemento fundamental del federalismo suizo.

## Idiomas
Dado que Suiza es un país multilingüe, los miembros del Consejo de los Estados pueden intervenir en cualquiera de los idiomas oficiales del país: alemán, francés, italiano y romanche. No existe traducción simultánea oficial, por lo que se espera que los miembros comprendan al menos alemán y francés.

## Funcionamiento y organización
El Consejo de los Estados elige anualmente a un presidente, quien dirige las sesiones y representa a la cámara. También se eligen uno o dos vicepresidentes. Las sesiones tienen lugar en el Palacio Federal de Berna. En comparación con el Consejo Nacional, el Consejo de los Estados es más reducido y opera con procedimientos menos reglamentados, lo que permite un estilo de debate más informal y deliberativo.

## Sistema electoral
No existe un sistema uniforme a nivel federal; cada cantón define sus propias normas dentro de ciertos parámetros comunes.

### Composición y asignación de escaños
- Cantidad total de escaños: 46.

- Distribución por cantón: los 20 cantones “plenos” eligen dos consejeros cada uno; los 6 mediocantones eligen un consejero cada uno (Obwalden, Nidwalden, Basel‑Stadt, Basel‑Landschaft, Appenzell Innerrhoden, Appenzell Ausserrhoden).

### Métodos de elección

#### Mayoritario (pluralidad o mayoría absoluta)
Aplicable en 24 de los 26 cantones, que suelen emplear un sistema mayoritario en dos rondas.
- Primera ronda: los electores disponen habitualmente de hasta dos votos y deben otorgar mayoría absoluta para que un candidato sea elegido.
- Segunda ronda (si procede): se eligen los candidatos con pluralidad absoluta (simple) de votos.

En la mayoría de los cantones, la elección coincide con la del Consejo Nacional, salvo algunas excepciones temporales.

#### Representación proporcional (sistema de listas)
Sólo los cantones de Jura y Neuchâtel utilizan representación proporcional de listas para elegir a uno o dos consejeros del Consejo de los Estados.

## Composición
Cada cantón delega dos consejeros de los Estados (llamados también senadores). Antes de la creación del cantón del Jura, la cámara estaba compuesta por 44 senadores. Desde 1979 cuenta con 46 senadores. El Consejo de los Estados, inspirado del senado estadounidense, tiene los mismos poderes que el Consejo Nacional. Su acuerdo es indispensable para la adopción de una ley federal. Los semicantones cuentan con un solo escaño (Obwalden, Nidwalden, Basilea-Ciudad, Basilea-Campiña, Appenzell Rodas Exteriores y Appenzell Rodas Interiores). Así, un cantón como Zúrich, con aproximadamente 1,6 millones de habitantes, tiene dos senadores al igual que Uri que tiene solo 36.000 habitantes.

### Grupos parlamentarios
| Grupo Parlamentario                                                           | Grupo Parlamentario | Líder                | Escaños |
| ----------------------------------------------------------------------------- | --- | -------------------- | ------- |
|                                                                               | El Centro Die Mitte Le Centre Il Centro Il Center | Fabio Regazzi        | 15      |
|                                                                               | Partido Liberal Radical Freisinnig-Demokratische Partei Parti Libéral Radical Partito Liberale-Radicale Partida Liberaldemocrata                                                                              | Thierry Burkart      | 11      |
|                                                                               | Partido Socialista Sozialdemokratische Partei Parti Socialiste Partito Socialista Partida Socialdemócrata | Franziska Roth       | 9       |
|                                                                               | Unión Democrática de Centro/Movimiento Ciudadano de Ginebra Schweizerische Volkspartei Union Démocratique du Centre/Mouvement Citoyens Genevois Unione Democratica di Centro Partida Populara SvizraEcologica | Marco Chiesa         | 7       |
|                                                                               | Los Verdes - Partido Verde Die Grünen - Grüne Partei Les Verts - Parti Écologiste I Verdi - Partito Ecologista La Verda - Partida Ecologica                                                                   | Maya Graf            | 3       |
|                                                                               | Partido Verde Liberal Grünliberale Partei Vert'libéraux Partito Verde-Liberale Partida Verda-Liberala | Tiana Angelina Moser | 1       |
| Fuente: Ständerat/Conseil des États/Consiglio degli Stati/Cussegl dals Stadis | |                      |         |

### Mesa
| Cargo                  | Titular         | Lista   |
| ---------------------- | --------------- | ------- |
| Presidente             | Andrea Caroni   | FDP     |
| Vicepresidente primero | Stefan Engler   | DM/IC   |
| Vicepresidente segundo | Werner Salzmann | SVP/UDC |

## Composición histórica
| 5     | 2   | 12      | 4   | 2   | 19      |
| SP/PS | GPS | FDP/PRD | BGB | LPS | CVP/PDC |

| 5     | 2   | 2    | 11      | 4   | 2   | 18      |
| SP/PS | GPS | Otr. | FDP/PRD | BGB | LPS | CVP/PDC |

| 4     | 2   | 2    | 12      | 3   | 3   | 18      |
| SP/PS | GPS | Otr. | FDP/PRD | BGB | LPS | CVP/PDC |

| 5     | 2   | 2    | 12      | 3   | 3   | 17      |
| SP/PS | GPS | Otr. | FDP/PRD | BGB | LPS | CVP/PDC |

| 4     | 1   | 3    | 13      | 3   | 3   | 17      |
| SP/PS | GPS | Otr. | FDP/PRD | BGB | LPS | CVP/PDC |

| 3     | 3   | 13      | 4   | 3   | 18      |
| SP/PS | GPS | FDP/PRD | BGB | LPS | CVP/PDC |

| 2     | 3   | 1   | 14      | 3   | 3   | 18      |
| SP/PS | GPS | AdI | FDP/PRD | BGB | LPS | CVP/PDC |

| 4     | 1   | 15      | 2   | 17      | 5       |
| SP/PS | AdI | FDP/PRD | LPS | CVP/PDC | SVP/UDC |

| 5     | 1   | 15      | 1   | 17      | 5       |
| SP/PS | AdI | FDP/PRD | LPS | CVP/PDC | SVP/UDC |

| 9     | 11      | 3   | 18      | 5       |
| SP/PS | FDP/PRD | LPS | CVP/PDC | SVP/UDC |

| 6     | 14      | 3   | 18      | 5       |
| SP/PS | FDP/PRD | LPS | CVP/PDC | SVP/UDC |

| 5     | 1   | 14      | 3   | 19      | 4       |
| SP/PS | AdI | FDP/PRD | LPS | CVP/PDC | SVP/UDC |

| 3     | 1   | 18      | 3   | 16      | 4       | 1  |
| SP/PS | AdI | FDP/PRD | LPS | CVP/PDC | SVP/UDC | LT |

| 5     | 1   | 17      | 2   | 16      | 5       |
| SP/PS | AdI | FDP/PRD | LPS | CVP/PDC | SVP/UDC |

| 6     | 18      | 15      | 7       |
| SP/PS | FDP/PRD | CVP/PDC | SVP/UDC |

| 9     | 14      | 15      | 8       |
| SP/PS | FDP/PRD | CVP/PDC | SVP/UDC |

| 9     | 2  | 1   | 12      | 15      | 7       |
| SP/PS | DG | GLP | FDP/PRD | CVP/PDC | SVP/UDC |

| 11    | 2  | 2  | 1    | 13      | 1   | 11      | 5       |
| SP/PS | DG | GL | Otr. | CVP/PDC | BDP | FDP/PLR | SVP/UDC |

| 12    | 1  | 1    | 13      | 1   | 13      | 5       |
| SP/PS | DG | Otr. | CVP/PDC | BDP | FDP/PLR | SVP/UDC |

| 9     | 5     | 1    | 13      | 12      | 6       |
| SP/PS | DG/LV | Otr. | CVP/PDC | FDP/PLR | SVP/UDC |

| 9     | 3     | 1   | 13    | 12      | 1   | 6       |
| SP/PS | DG/LV | GLP | DM/LC | FDP/PLR | MCG | SVP/UDC |